# Каєлі (народ)
Каєлі, також кайєлі (індонез. Suku Kayeli) — австронезійська народність, яка проживає в східній частині індонезійського острова Буру, головним чином на узбережжі затоки Каєлі. З етнографічної точки зору споріднена з іншими корінними народами острова Буру.
Спільнота каєлі склалася під час нідерландської колонізації сучасної території Індонезії та в XVII—XIX століттях займала привілейоване становище в порівнянні з іншими жителями Буру. Від середини XX століття чисельність народності швидко скорочується й на початок XXI століття становить близько 800 осіб.
За віросповіданням абсолютна більшість — мусульмани-суніти. Представники народності повністю втратили рідну мову каєлі до кінця XX століття, в міру того як перейшли на мови інших народностей Буру або на індонезійську.

## Історія

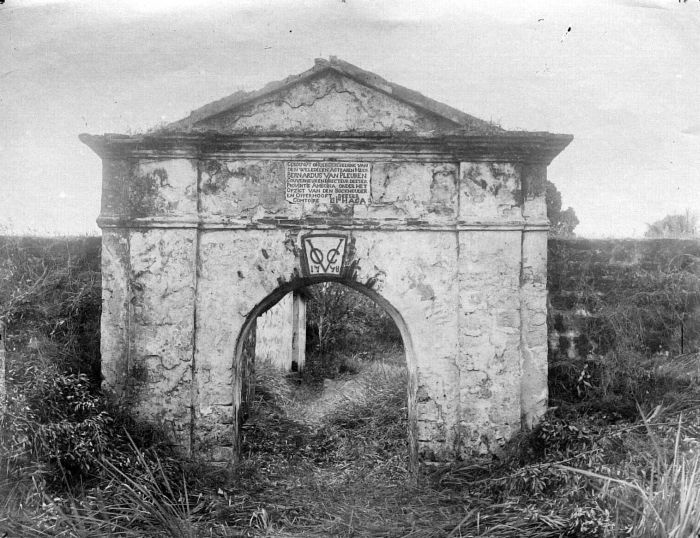
Залишки голландського форту, що став центром формування народності каєлі

Етногенез каєлі безпосередньо пов'язаний із колонізацією острова Буру Голландською Ост-Індською компанією в XVII столітті. 1658 року на південному березі затоки Каєлі побудовано перше постійне голландське поселення з військовим фортом, яке стало на два століття адміністративним центром острова. В укріплений район, прилеглий до форту, було примусово переселено тисячі жителів з інших частин острова, в тому числі значну частину племінної знаті. Завдяки цьому голландці прагнули полегшити контроль над місцевим населенням, а також забезпечити робочою силою плантації гвоздики, які вони у великій кількості створювали в цій частині острова.
У результаті за короткий термін на порівняно невеликій території навколо форту було побудовано тринадцять великих сіл. Представники різних народностей острова виявилися поселені пліч-о-пліч і об'єднані спільною господарською діяльністю, що з часом створило умови для численних змішаних шлюбів. Саме таким чином — шляхом змішування різноплемінних переселенців між собою, а також з нечисленним тубільним населенням східного краю Буру — в цій частині острова відбулося формування нової етнічної спільності. Уже наприкінці XVIII століття значна частина населення відповідної місцевості ідентифікувала себе не за етнічною приналежністю своїх предків, а як окрему народність, яка за самоназву прийняла назву затоки і найбільшого поселення, що виникло на її узбережжі.

Етнографічна мапа Буру: ареал розселення каєлі виділений світло-рожевим кольором

Характерно, що наявність серед предків племінної знаті й постійна взаємодія з нідерландською колоніальною адміністрацією зумовили особливе соціальне становище каєлі впродовж наступних століть, їх претензії на роль свого роду еліти острова.
Однак у міру ослаблення економічного інтересу голландців до Буру, обумовленого поступовим падінням світових цін на гвоздику, яку тут виробляли, каєлі поступово втрачали свій привілейований статус. Наприкінці XIX століття значна частина населення узбережжя затоки, яка не втратила етнокультурних зв'язків із родичами, повернулася в райони свого споконвічного проживання, що припинило можливість формування численнішої громади каєлі.
Особливо стрімко становище каєлі ускладнилося після входження острова Буру до складу незалежної Індонезії в 1950 році. Втрата звичної підтримки з боку колонізаторів зумовила їх прискорену асиміляцію з численнішими народностями острова.

## Чисельність і розселення
Загальна чисельність каєлі на початок XXI століття становить близько 800 осіб. Деякі джерела, що налічують до 5000 представників, очевидно, оперують застарілими даними. У будь-якому разі, каєлі є найбільш нечисленною серед тубільних народностей Буру: вони становлять менш як 0,5 % сучасного населення острова (близько 165 000 осіб на 2012 рік). При цьому з урахуванням досить швидкої асиміляції каєлі чисельність людей, що відносять себе до цього народу, продовжує стрімко скорочуватися.
Каєлі досить компактно проживають у північно-східній частині Буру. Велика їх частина розселена уздовж південного узбережжя затоки Каєлі, невелика кількість — у долині річки Апо (індонез. sungai Apo), яка впадає в затоку.

## Мова
У процесі етногенезу каєлі склалась однойменна мова, лінгвістично близька до мови буру і деяких інших мов серамської підгрупи. В рамках мови прийнято виділяти до п'яти діалектів.
Характерно, що в процесі асиміляції каєлі переходили не так на мови численніших народностей Буру, а здебільшого на амбонський діалект малайської мови, так званий мелаю-амбон (індонез. Melayu Ambon) — досить поширений на Молуккських островах у ролі лінгва-франка. Одночасно все більшого поширення серед них набувала державна мова країни — індонезійська. У результаті до кінця XX століття мова каєлі виявилася повністю втраченою: так, станом на 1989 рік було відомо лише про чотирьох її носіїв — людей дуже похилого віку, причому вони володіли мовою вже не цілком вільно і не використовували її в побуті. З урахуванням цієї обставини від початку XXI століття мову каєлі вважають згаслою.

## Релігія

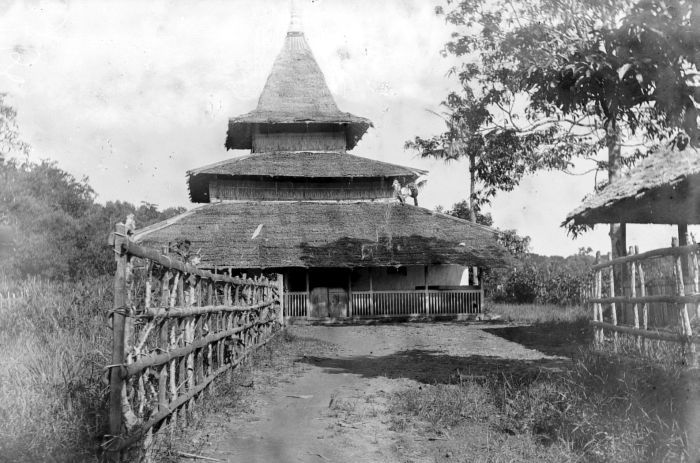
Традиційна мечеть каєлі

Як і саме походження каєлі, особливості релігійної приналежності цієї народності безпосередньо пов'язані з колонізаторської діяльністю Нідерландів. Оскільки до моменту появи на острові голландців у середині XVII століття племінна знать і значна частина простих жителів Буру була обернена в іслам сунітського толку, спільнота переселених 1658 року на узбережжя затоки Каєлі остров'ян була мусульманською. Прагнучи забезпечити лояльність з боку переселенців, адміністрація Голландської Ост-Індської компанії в договорі, який вона підписала з племінними вождями, гарантувала збереження за ними права на сповідування мусульманської релігії. Впродовж наступних століть голландці певною мірою дотримувались цього зобов'язання: прозелітична діяльність європейських місіонерів, що досить активно проповідували на Буру як католицизм, так і протестантизм, не торкнулася району Каєлі.
У результаті каєлі виявилися найбільш ісламізованою етнічною спільнотою Буру. Серед них наявні пережитки доїсламських язичницьких вірувань, проте значно меншою мірою, ніж серед інших народів острова.

## Господарська діяльність
У перші два століття нідерландського панування абсолютну більшість каєлі експлуатували на гвоздикових плантаціях. Після того, як прянощі перестали бути основною сільськогосподарською культурою Буру, господарська діяльність каєлі урізноманітнилась. Значна частина народності перейшла на вирощування сагової пальми і евкаліптового дерева і, відповідно, на виробництво саго і ароматичної олії. Істотного розвитку набуло рибальство.